# Congresso di Baku
Il Congresso di Baku per la liberazione dei popoli dell'Oriente si svolse nella città azera di Baku nel settembre 1920.

## Premesse
Baku era diventata parte della RSS Azera il 27 aprile, quando venne presa dai bolscevichi che eliminarono l'islamica Repubblica Democratica di Azerbaigian.
In quel momento i bolscevichi erano impegnati in una disputa con i britannici per la restituzione dei territori della Persia settentrionale, in virtù dell'Accordo anglo-russo del 1907. Ma i britannici, che avevano occupato tutto il territorio nel 1917, non intendevano considerare più valido tale accordo, in quanto non riconoscevano nella Russia bolscevica lo stato successore dell'Impero russo che l'aveva firmato. I bolscevichi occuparono una striscia di territorio costiero persiano, ove fondarono la RSS Persiana. Il 26 agosto conquistavano il Kazakistan, abbattendo l'Autonomia di Alash.

## Scopo
Il congresso si proponeva, nell'ambito del Comintern, la diffusione del comunismo nell'Asia. In particolare, ci si proponeva l'abbattimento dell'Emirato di Bukhara, che poi avvenne l'8 ottobre con la creazione della RSS Bukhara, e il soffocamento della rivolta dei Basmachi, che perdurava sui monti del Pamir.
Il congresso fu seguito dal giornalista comunista americano John Reed. Invece Manabendra Nath Roy, il capo del più importante partito comunista asiatico, il Partito Comunista d'India, rifiutò di presenziare, definendo il congresso il circo di Zinoviev.

## Partecipanti (parziale)
- Zeki Velidi Togan, capo dell'ERK (movimento socialista musulmano)
- Abdulhamid Arifov, commissario comunista in Bukhara